# 苏珊娜·比尔
苏珊娜·比尔（丹麥語：Susanne Bier，丹麥語：[suˈsænə ˈpiɐ̯ˀ]，1960年4月15日—）是一位丹麦导演、製片人和编剧。2010年作品《更好的世界》获得金球奖最佳外语片和奥斯卡最佳外语片，以及欧洲电影奖最佳导演。

## 生平
苏珊娜生于丹麦首都哥本哈根。她父亲 Rudolf Salomon Bier 是位犹太人，并于1933年离开丹麦。她母亲 Hennie Jonas 是来自于俄国裔的犹太人。她首先在耶路撒冷希伯来大学学习艺术和建筑，后来于1987年毕业于丹麦国家电影学院。随后在丹麦和瑞典执导了多部电影。首部商业成功之作是1999年的浪漫喜剧片 The One and Only。

## 作品列表

### 電影
- 《弗洛伊德离家出走（英语：Freud's Leaving Home）》（1991）
- 《家庭问题（英语：Family Matters (film)）》（1993）
- 《恍若未曾（英语：Credo (1997 film)）》（1995）
- 《信條（英语：Credo (1997 film)）》（1997）
- 《唯一（英语：The One and Only (1999 film)）》（1999）
- 《生活是首热曲（英语：Once in a Lifetime (2000 film)）》（2000）
- 《窗外有情天（英语：Open Hearts）》（2002）
- 《變奏曲（英语：Brothers (2004 film)）》（2004）
- 《婚禮之後（英语：After the Wedding (2006 film)）》（2006）
- 《往事如煙（英语：Things We Lost in the Fire (film)）》（2007）
- 《更好的世界》（2010）
- 《美麗療情（英语：Love Is All You Need）》（2012）
- 《瞞天殺機》（2014）
- 《第二次機會》（2014）
- 《蒙上你的眼》（2018）

### 電視
- 《夜班經理》（2016）
- 《還原人生》（2020）

## 备注
1. ↑  . denmark.dk. denmark.dk.   [5 August 2013]. （原始内容存档于2018-08-22）.
2. ↑  .   [2014-08-25]. （原始内容存档于2012-12-27）.